# Ramón Mayeregger
Ramón Mayeregger (26 lutego 1934) – piłkarz paragwajski, bramkarz. Wzrost 180 cm, waga 70 kg.
Jako piłkarz klubu Club Nacional był w kadrze reprezentacji podczas finałów mistrzostw świata w 1958 roku, gdzie Paragwaj odpadł w fazie grupowej. Mayeregger zagrał tylko w meczu z Francją, w którym stracił aż 7 bramek.
W 1965 roku razem z klubem Emelec Guayaquil zdobył tytuł mistrza Ekwadoru.